# 白石中央研究所
株式会社白石中央研究所（しらいしちゅうおうけんきゅうじょ、英名: Shiraishi Central Laboratories Co., Ltd.）は、1972年に白石工業の研究部門が独立して設立された研究所である。略称は白石中研。

## 概要
白石工業、白石カルシウムをはじめとする白石グループ関連会社との契約研究や依頼試験、および基礎研究を行う。研究領域は炭酸カルシウムのみならず、ゴム、プラスチック、シーラント・接着剤、紙、塗料、印刷インキ、化粧品、食品、飼料、肥料、生体材料と多岐に渡る。研究開発のみならず、白石グループの販売サポートや社員教育の機能も担う。

## グループ会社
- 白石工業
- 白石カルシウム